# Mujkič
Mujkič je redkejši priimek v Sloveniji.
- Sadik Mujkič (*1968 -), veslač